# Bestial Warlust
Bestial Warlust est un groupe de metal extrême australien, originaire de Melbourne.

## Histoire
Damon Burr fonde en 1990 le groupe de death metal Corpse Molestation. Ce groupe sort cinq démos et participe à des compilations. Après avoir changé son nom en Bestial Warlust vers 1993, le groupe signe un contrat d'enregistrement avec Modern Invasion. Le premier album Vengeance War 'till Death est réalisé avec la participation de Keith Warslut, qui, en plus du groupe, a un projet parallèle Deströyer 666. Après les débuts, il part et se concentre sur ce groupe.
En 1995, le deuxième album Blood & Valor paraît, après quoi plusieurs membres quittent le groupe. Une dernière activité est en 1997 le single Headbangers Against Disco.

## Postérité
Chris Hastings quitte l'Australie et s'installe en Europe. Il joue dans le groupe Adorior et amène son propre groupe Razor of Occam en Grande-Bretagne. Damon Burr prend part dans Abominator, Cemetery Urn et Kutabare. Keith Warlust est toujours actif avec Destroyer 666. Markus Hellkunt devient membre de Gospel of the Horns en 1999 et prend part dans Anatomy.
En novembre 2019, le groupe annonce un concert au Croxton Bandroom à Melbourne. Initialement annoncé pour le 31 octobre 2020, il est reporté à une date qui n'a pas encore été annoncée en mars 2021, puis au 11 septembre de la même année, en raison de la pandémie de COVID-19, avant d'être annulé.

## Discographie
- Descension of a Darker Deity (démo, 1992 en tant que Corpse Molestation)
- Promo 93 (1993 en tant que Corpse Molestation)
- Swarming Black Emotions auf Vinnum Dei Satanas – The Wine of Satan (1993 en tant que Corpse Molestation)
- Vengeance War ’till Death (1994)
- Blood & Valour (1995)
- Headbangers Against Disco (Split avec Gehennah, Infernö et Sabbat, 1997)
- Dungeon Rehearsals (2003 en tant que Corpse Molestation)
- Descension of a Darker Deity (compilation, 2004 en tant que Corpse Molestation)
- Holocaust Wolves of the Apocalypse (compilation, 2009 en tant que Corpse Molestation)
- Satan’s Fist (EP, 2012)

## Source de la traduction
- (de) Cet article est partiellement ou en totalité issu de l’article de Wikipédia en allemand intitulé « Bestial Warlust » (voir la liste des auteurs).

1. ↑  Jason Netherton, Extremity Retained : Notes sur le Death Metal underground, Camion Blanc, 2017, 614 p. (ISBN 9782357799455, lire en ligne), Tasmanie
2. ↑  (en) Brian Giffin, Encyclopaedia of Australian Heavy Metal, DarkStar, 2015, 342 p. (ISBN 9780994320612, lire en ligne), Bestial Warlust